# Хропотова
Хропотова (укр. Хропотова) — село в Чемеровецком районе Хмельницкой области Украины.
Население - ↘517 человек. Население по переписи 2001 года составляло 925 человек. Почтовый индекс — 31641. Телефонный код — 3859. Занимает площадь 2,767 км². Код КОАТУУ — 6825288201.

## Местный совет
31641, Хмельницкая обл., Чемеровецкий р-н, с. Хропотова, ул. Пионерская, 1